# Bastilla aellora
Bastilla aellora là một loài bướm đêm trong họ Erebidae.